# Gephyromantis pseudoasper
A Gephyromantis pseudoasper  a kétéltűek (Amphibia) osztályába és  a békák (Anura) rendjébe aranybékafélék (Mantellidae) családjába tartozó faj. 

## Előfordulása
Madagaszkár endemikus faja. A sziget északi részén, a tengerszinttől 900 m-es tengerszint feletti magasságig honos.

## Megjelenése
Kis méretű  Gephyromantis faj. A hímek testhossza 33–34 mm, a nőstényeké 32–34 mm. Mellső végtagja úszóhártya nélküli. Háti bőre szemcsés, barna színű, nem feltűnő sötétebb mintázattal. Hasi oldala fehéres, egyes populációknál hasi oldalának hátsó része és a végtagok sárgásak, torka, egy középső világos csíktól eltekintve sötét. A hímeknek feketés színű páros hanghólyagjuk van. A combmirigyek egyes populációknál nagyok és feltűnőek, másoknál alig észrevehetőek.

## Természetvédelmi helyzete
A vörös lista a nem veszélyeztetett fajok között tartja nyilván. Elterjedési területe valószínűleg kevesebb mint 20 000 km²-t, de alkalmazkodóképessége jó, populációjának egyedszáma nagy.